# Hm...
Hm… je česká hudební skupina. Vydala jedno demo album a šest řadových alb.

## O skupině
Jejich písně jsou většinou zhudebněné texty českých básníků jak klasických (Jaroslav Seifert, Josef Kainar, Jan Neruda, Fráňa Šrámek, Antonín Sova, Jiří Wolker, Jiří Orten, František Gellner, Ivan Blatný, Jan Zábrana, František Hrubín, Zbyněk Hejda), tak současných (Vít Kremlička, Pavel Šrut), dále překlady z poezie francouzské (Jean-Arthur Rimbaud, Guillaume Apollinaire). Ostatní texty jsou od textaře skupiny Petra Kotouše nebo od členů skupiny a jejich přátel.
Působí sice už od roku 1994, ve stálejší čtyřčlenné sestavě hrají od roku 2000. Hudební zařazení skupiny není jednoduché, její písně umí být velice křehké, klasicky taneční, formálně praštěné, téměř rockové, nebo i punkové. Na koncertech členové písně prokládají většinou improvizovaným mluveným slovem, přičemž se občas dokážou navzájem vyvést z rovnováhy.[zdroj⁠?!]
Nejznámějším členem kapely je asi Marek Doubrava, který dříve působil jako kytarista ve skupině Tata Bojs. Složil hudbu k loutkové inscenaci Františka Skály Velké putování Vlase a Brady v divadle Minor (2007), k představení Muž bez minulosti podle Aki Kaurismäkiho v dejvickém divadle a k několika animovaným filmům Kristiny Dufkové. Filip Nebřenský složil hudbu k představení Oddací list podle Ephraima Kishona v divadle Rokoko a k televizní povídce O lyrickém zloději podle Karla Čapka.
V roce 2011 dokončila skupina Hm… album dětských písniček Klukoviny. Není to prý pokus o svezení na současné populární vlně vydávání hudby pro děti, ale reakce na to, že se od roku 2002 narodilo členům kapely deset dětí a tím pádem u nich došlo k posunu vnímání světa. Většinou textů jsou tradičně básně českých klasiků (František Hrubín, František Halas, Ivan Blatný, Josef Kainar, Pavel Šrut a další), objeví se ale i zhudebněné básničky, které Hm… tátové věnovali svým dětem. Pokus o křest CD se konal v září 2011 na festivalu Vyšehrátky, „pravý“ křest proběhl 11. prosince v divadle Na Prádle.
V roce 2013 vydali Hm… CD s názvem Lovu zdar. Viktor Ekrt k tomu říká: „Tento slogan se nejprve objevil v písni Marka Doubravy jen tak na okraji. Velice rychle ale nabídl další významy a stal se pojítkem alba. Ve stejnojmenné písničce lze heslo vnímat jako lehce ironické povzbuzení člověka v drobné životní krizi, v tápání na cestě mezi 30 a 40 lety. Další významy se také vážou spíš k našim životním kotrmelcům, než ke skutečnému lovu zvěře. Co můžeme lovit? Čas, své představy, sebe sama, jiné ženy, atd…“
Na konci května 2016 ze skupiny odešel bubeník Tomáš Rejholec, kterého po letní pauze nahradil Jaroslav Noga.
Zatím posledním albem skupiny je Nevadí vydané 3. října 2019 a pokřtěné stejného data v Paláci Akropolis.

## Členové
- Marek Doubrava: zpěv, kytary, piano, akordeon
- Viktor Ekrt: zpěv, housle, baskytara, foukací harmonika, piano
- Filip Nebřenský (1997–): zpěv, příčné flétny, zobcové flétny, chalumeau, saxofony, klarinety, baskytara, tuba
- Jaroslav Noga (2016–): bicí, marimba, perkuse, zpěv
- Tomáš Rejholec (2001–2016): bicí, perkuse, zpěv
- Milan Cais (cca 1997–2000): bicí (stálý host)[2]
- Ondřej Anděra (cca 1997–2000): beatbox, perkuse (stálý host)[2]

## Diskografie
- 1997 – Ehm… – demo album, nedostalo se do prodeje, ale je volně ke stažení na stránkách skupiny
- 2000 – ...to by mohlo být zajímavé
- 2004 – Oběd
- 2008 – Plán na zimu – pokřtěno 24. listopadu 2008 v Paláci Akropolis
- 2011 – Klukoviny – album dětských písní, pokřtěno 11. prosince 2011 v divadle Na Prádle
- 2013 – Lovu zdar – pokřtěno 30. října 2013 v Paláci Akropolis
- 2019 – Nevadí – pokřtěno 3. října 2019 v Paláci Akropolis

Skupina je také přítomna na tribute albu Hommage à Jiří Bulis (2015), hraje zde píseň Tak touhle dobou dědek.